# Wilemania nitobei
Wilemania nitobei är en fjärilsart som beskrevs av Nitobe 1907. Wilemania nitobei ingår i släktet Wilemania och familjen mätare. Inga underarter finns listade i Catalogue of Life.